# Omskolning genom arbete
Omskolning genom arbete (pinyin láodòng jiàoyǎng) är en i Kina förekommande åtgärd mot individer som anses ha begått mindre allvarliga brott, alternativt gärningar som inte nödvändigtvis är brott i juridisk mening, men som gränsar till att vara det. Polisen kan besluta om en sådan åtgärd, och då det formellt inte räknas som ett straff behövs ingen rättegång. Den maximala tiden för omskolning genom arbete är tre år, men det kan förlängas med ett år om det anses nödvändigt. Personer som är föremål för omskolning genom arbete vistas i särskilda omskolningsläger utanför det traditionella fängelsesystemet, och utför straffarbete. Systemet med omskolning genom arbete infördes formellt 1957. Systemet, både vad avser levnadsförhållandena i lägren, rättssäkerheten för de intagna och de gärningar som kan medföra omskolning genom arbete, har kritiserats av ett flertal människorättsorganisationer.